# Орест Єрусалимський
Орест Єрусалимський (Орест Ієремія) (грец. Ὀρέστης), також відомий як Арістон — мелькітський патріарх Єрусалиму з 15 січня 986 року до своєї смерті 3 лютого 1006 року.

## Біографія
Орест за походженням, скоріше за все, був греком, можливо родом з Сицилії. Цей острів на той час був вже частково завойований арабами, а в 965 р. Візантія повністю втратила контроль над Сицілією. Приблизно в той період потрапив у полон арабів і Орест. Його сестра стала улюбленою наложницею фатімідського халіфа Аль-Азіза Біллаха (975–996) і матір'ю знаменитої принцеси Сітт аль-Мульк. Про молодість Ореста нічого не відомо. Багато років він жив при дворі аль-Азіза. Припускають, що він був тим монахом, якого халіф послав до кальбітського еміра Сицилії, Джабара ібн Мухаммада аль-Калбі (правління 983–985 рр.), щоб забезпечити здачу деяких візантійських фортець і полонених, раніше захоплених його попередником, еміром Хасаном. Джафар погано поводився з посланцем, який змушений був виїхати до Константинополя, звідки написав халіфу аль-Азізу про непокору Джафара.
Час між 980 і 985 роками Орест провів в основному в Італії, відвідавши й Рим. Там він зустрів кількох калабрійських святих-відлюдників, біографії яких пізніше описав. Завдяки впливу своєї сестри його призначили патріархом Єрусалиму в січні 986 року, тоді як його брат Арсеній став митрополитом Фустату та Каїру, а пізніше грецьким патріархом Александрії.
Є низка свідчень про діяльність Ореста як патріарха Єрусалиму. Так у 992 році Орест та Александрійський патріарх Ілля I відправили посланців до папи Іоанна XV, щоб отримати пораду щодо приєднання монофізитів до церкви,  і з проханням про надання права освячувати вівтарний покрив. Причини, про які повідомляє римський абат Лев, швидше за все, не відповідали дійсності, але посольство, імовірно, є історичним. Є данні про його листування з королем Франції Гуго та його сином і співправителем Робертом II. Приблизно після 996 року патріарх Антіохійський Іоанн III передав Оресту Грузинську церкву та річні відрахування з неї, які відтоді збираються за канонами храму Гробу Господнього. Також відповідно до агіографії святого стовпника Лазаря з гори Галесіос, його висвятив патріарх Єрусалиму, тобто Орест, близько 1000 року.
Стосовно родинних зв'язків із халіфом, деякі сучасні вчені вважають, що Орест і Арсеній були братами іншої наложниці халіфа Аль-Азіза, що стала матір’ю спадкоємця престолу, аль-Хакіма бі-Амра Аллаха (996–1021). Відповідно, вони були дядьками майбутнього халіфа по материнській лінії. Аль-Хакім бі-Амра Аллах, у 996 році, будучи ще неповнолітнім, змінив аль-Азіза Біллаха і перші роки його правління пройшли під опікою придворного євнуха Барджавана. У 1000 році, у відповідь на попереднє візантійське посольство, Барджаван послав Ореста до Константинополя для переговорів про укладення десятирічного мирного договору з імператором Василем II і припинення візантійсько-фатимідських зіткнень у Сирії. Помер Орест, все ще перебуваючи у Константинополі, через п’ять років після того.
Під час відрядження Ореста в Константинополь патріархатом керував його брат, Арсеній, аж до свого падіння у 1010 році. Керуючи Єрусалимським і Александрійський патріархатами Арсеній встановив на їх територіях єдину дату святкування Великодня після того, як єгипетські та палестинські християни не змогли домовитися про це між собою. Деякий час патріарший престол Єрусалиму був незайнятим. У 1009 році, за відсутності Патріарха, аль-Хакім зруйнував храм Гробу Господнього. Цей період безвладдя завершився 1012 р. обранням Патріархом Єрусалимським Феофіла I.

## Праці
Оресту Єрусалимському приписують принаймні три агіографії, що містять подробиці про життя та діяння Никодима Маммола, Сави Молодшого та Христофора і Макарія, батька й брата Сави відповідно. Орест особисто знав Христофора та його двох синів. Він завершив біографію Сави (BHG 1611), невдовзі після смерті останнього у 991 році та біографію його батька та брата (BHG 312) десь між смертю Макарія у 1001 році та своєю смертю через п’ять років. Біографія Христофора та Макарія складається з дев’ятнадцяти розділів про Христофора, за якими слідує коротка похвала з чотирьох розділів про Макарія.

### Видання
- Cozza-Luzi, I. «Historia et laudes SS. Sabae et Macarii Iuniorum e Sicilia auctore Oreste Patriarcha Hierosolymitano» (Історія та хвала святих Сави та Макарія молодшого за авторства Ореста Патріарха Єрусалимського) . Рим, 1893 рік.

## Подальше читання
- G. Fedalto, «Liste vescovile del patriarcato di Gerusalemme», Orientalia christiana periodica 49 (1983), стор. 17.